# Le più belle canzoni di Sergio Caputo
Le più belle canzoni di Sergio Caputo è una raccolta del cantautore italiano Sergio Caputo, pubblicato nel 2005  dall'etichetta discografica Warner Music Italy.

## Descrizione
Questo album raccoglie alcuni dei suoi brani più celebri, tra cui Un sabato italiano, Italiani mambo, Il Garibaldi innamorato e Bimba se sapessi.  
Il disco fa parte di una serie di raccolte discografiche economiche della serie "Le più belle canzoni di", pubblicate su compact disc dalla Warner Music Italy.

## Tracce
CD (Warner Music Italy, 5050467-9677-2-4)
Testi e musiche di Sergio Caputo.
1. Un sabato italiano – 3:37
2. Italiani mambo – 4:21
3. Bimba se sapessi – 3:45
4. Mercy Bocù – 4:06
5. Effetti personali – 3:50
6. La jena si è svegliata – 3:34
7. E le bionde sono tinte – 3:13
8. Scubidù – 4:18
9. Cimici e bromuro – 2:26
10. Mettimi giù – 4:34
11. Il pianeta Venere – 3:35
12. Il Garibaldi innamorato – 3:12

Durata totale: 44:31